# 뻐꾸기 둥지
《뻐꾸기 둥지》 (영어 : Cuckoo Nest)는 2014년 6월 3일부터 2014년 11월 7일까지 방영된 한국방송공사 2TV 일일연속극이다.

## 기획 의도
친오빠를 죽음으로 내몬 여자에게 복수하기 위해 대리모를 자처한 여자의 가슴 아픈 이야기를 그린 드라마

## 등장인물

### 주요 인물
- 장서희 : 백연희 역 - 이 드라마의 여주인공. 정병국의 아내 백준희의 언니
- 황동주 : 정병국 역 - 이 드라마의 남주인공. 백연희의 남편
- 이채영 : 이화영 역 - 이 드라마의 서브 여주인공이자 메인 악녀. 백연희와 사랑하는 사이였던 죽은 이동현의 여동생, 이소라의 언니이자 생모
- 김경남 : 유성빈 역 - 이 드라마의 서브 남주인공. 백연희의 후배이자 백준희의 연인
- 현우성 : 이명운 역 - 백연희가 취직한 정수기 회사의 자문변호사

### 백연희 가족들
- 임채무 : 백철 역 - 백연희의 아버지
- 엄유신 : 홍금옥 역 - 백연희의 엄마 (중도 하차)
- 손승우 : 백준희 역 - 백연희의 여동생, 유성빈의 연인
- 정지훈 : 정진우 역 - 정병국과 백연희의 아들

### 정병국 가족들
- 서권순 : 곽희자 역 - 정병국의 엄마
- 지수원 : 정진숙 역 - 정병국의 고모
- 김민좌 : 정유미 역 - 정병국의 여동생 (중도 하차)

### 이화영 가족들
- 박준금 : 배추자 역 - 이화영의 엄마
- 이숙 : 이쌍순 역 - 이화영의 엄마인 배추자의 친구
- 전노민 : 배찬식 역 - 이화영의 외삼촌 (중도 하차)
- 전민서 : 이소라 → 최소라 역 (아역 : 박지소) - 이화영의 여동생이자 친딸, 최상두의 친딸

### 그 외 인물
- 이재백 : 최상두 역 - 이화영의 옛 연인, 이소라의 생부
- 故 한경선 : 이공희 역 - 정진숙의 식당 매니저
- 허인영 : 순남 역
- 이정훈 : 오기섭 역
- 오지영 : 문숙 역 - 백연희의 친구
- 이두섭 : 이 상무 역
- 박서현 : 팀장 역
- 장솔미: 영은 역
- 김리원 : 김소진 역
- 오은호 : 비서 역
- 안홍진 : 진명석 역
- 권혁호 : 정병국 측 변호사 역
- 조선옥 : 간호사 역
- 함진성 : 흥신소 남자 역
- 한지은
- 이종구
- 진현광
- 안보현
- 홍승범
- 김영무
- 박팔영
- 허맹호
- 양승걸
- 손덕기

### 특별 출연
- 정민진 : 이동현 역 - 이화영의 오빠
- 이대로 : 작은 할아버지 역
- 곽정희 : 호식 엄마 역
- 지상렬 : 사기꾼 역
- 한그림 : 병원 간호사 역
- 민지영 : 카메오 역

## 시청률
최저 시청률과 최고 시청률은 시청률 조사회사와 지역별로 시청률에 차이가 있을 수 있습니다.
| 2014년      | 2014년      | 2014년          | 2014년        | 2014년          | 2014년        |
| 회차        | 방송일      | TNmS 시청률     | TNmS 시청률   | AGB 시청률      | AGB 시청률    |
| 회차        | 방송일      | 대한민국 (전국) | 서울 (수도권) | 대한민국 (전국) | 서울 (수도권) |
| ----------- | ----------- | --------------- | ------------- | --------------- | ------------- |
| 제1회       | 6월 3일     | 16.5%           | 17.2%         | 15.3%           | 15.3%         |
| 제2회       | 6월 4일     | 12.3%           | 13.5%         | 12.1%           | 12.0%         |
| 제3회       | 6월 5일     | 13.3%           | 13.9%         | 12.7%           | 12.7%         |
| 제4회       | 6월 6일     | 14.8%           | 15.8%         | 13.3%           | 13.0%         |
| 제5회       | 6월 9일     | 14.3%           | 14.2%         | 15.4%           | 15.9%         |
| 제6회       | 6월 10일    | 13.7%           | 14.3%         | 12.7%           | 12.4%         |
| 제7회       | 6월 11일    | 15.0%           | 16.3%         | 15.7%           | 16.1%         |
| 제8회       | 6월 12일    | 15.6%           | 16.5%         | 14.5%           | 14.3%         |
| 제9회       | 6월 13일    | 14.2%           | 14.2%         | 14.9%           | 15.0%         |
| 제10회      | 6월 16일    | 14.5%           | 15.5%         | 15.3%           | 15.7%         |
| 제11회      | 6월 17일    | 14.0%           | 13.8%         | 14.0%           | 15.0%         |
| 제12회      | 6월 18일    | 13.7%           | 13.6%         | 13.5%           | 13.6%         |
| 제13회      | 6월 19일    | 12.8%           | 12.8%         | 14.4%           | 14.8%         |
| 제14회      | 6월 20일    | 13.8%           | 13.3%         | 12.8%           | 12.7%         |
| 제15회      | 6월 23일    | 13.5%           | 12.3%         | 14.5%           | 13.9%         |
| 제16회      | 6월 24일    | 13.0%           | 13.4%         | 12.6%           | 12.7%         |
| 제17회      | 6월 25일    | 13.0%           | 12.5%         | 13.4%           | 13.2%         |
| 제18회      | 6월 26일    | 13.4%           | 13.1%         | 12.5%           | 12.8%         |
| 제19회      | 6월 27일    | 13.3%           | 12.5%         | 13.6%           | 13.9%         |
| 제20회      | 6월 30일    | 13.7%           | 13.2%         | 13.4%           | 14.1%         |
| 제21회      | 7월 1일     | 14.3%           | 13.4%         | 14.5%           | 14.2%         |
| 제22회      | 7월 2일     | 15.9%           | 15.0%         | 15.5%           | 15.5%         |
| 제23회      | 7월 3일     | 14.2%           | 13.6%         | 13.4%           | 12.3%         |
| 제24회      | 7월 4일     | 12.9%           | 12.7%         | 12.5%           | 12.1%         |
| 제25회      | 7월 7일     | 14.5%           | 13.8%         | 12.3%           | 11.2%         |
| 제26회      | 7월 8일     | 13.7%           | 12.9%         | 14.3%           | 13.9%         |
| 제27회      | 7월 9일     | 13.9%           | 13.0%         | 14.1%           | 13.0%         |
| 제28회      | 7월 10일    | 14.4%           | 13.2%         | 13.6%           | 12.7%         |
| 제29회      | 7월 11일    | 13.1%           | 13.4%         | 13.3%           | 13.1%         |
| 제30회      | 7월 14일    | 14.6%           | 14.4%         | 14.6%           | 14.8%         |
| 제31회      | 7월 15일    | 13.8%           | 14.6%         | 15.1%           | 15.4%         |
| 제32회      | 7월 16일    | 13.8%           | 12.6%         | 14.2%           | 13.9%         |
| 제33회      | 7월 17일    | 16.4%           | 15.7%         | 15.7%           | 15.3%         |
| 제34회      | 7월 18일    | 13.7%           | 13.0%         | 13.9%           | 13.7%         |
| 제35회      | 7월 21일    | 14.6%           | 14.6%         | 15.4%           | 15.5%         |
| 제36회      | 7월 22일    | 14.1%           | 14.6%         | 14.8%           | 15.1%         |
| 제37회      | 7월 23일    | 14.3%           | 14.5%         | 14.8%           | 16.5%         |
| 제38회      | 7월 24일    | 14.8%           | 14.3%         | 15.2%           | 15.4%         |
| 제39회      | 7월 28일    | 15.1%           | 14.0%         | 14.3%           | 14.4%         |
| 제40회      | 7월 29일    | 13.4%           | 13.7%         | 13.0%           | 12.9%         |
| 제41회      | 7월 30일    | 13.0%           | 12.9%         | 13.3%           | 13.9%         |
| 제42회      | 7월 31일    | 13.9%           | 14.1%         | 13.8%           | 14.0%         |
| 제43회      | 8월 1일     | 13.6%           | 13.4%         | 14.2%           | 13.5%         |
| 제44회      | 8월 4일     | 14.8%           | 14.7%         | 14.7%           | 14.5%         |
| 제45회      | 8월 5일     | 14.4%           | 14.7%         | 14.6%           | 15.3%         |
| 제46회      | 8월 6일     | 15.0%           | 15.7%         | 16.0%           | 17.7%         |
| 제47회      | 8월 7일     | 13.7%           | 13.7%         | 14.4%           | 14.4%         |
| 제48회      | 8월 8일     | 15.5%           | 15.0%         | 15.2%           | 15.7%         |
| 제49회      | 8월 11일    | 16.6%           | 17.3%         | 15.5%           | 17.4%         |
| 제50회      | 8월 12일    | 15.4%           | 16.2%         | 14.8%           | 15.4%         |
| 제51회      | 8월 13일    | 17.5%           | 18.0%         | 18.3%           | 18.4%         |
| 제52회      | 8월 14일    | 18.8%           | 17.1%         | 17.4%           | 17.3%         |
| 제53회      | 8월 15일    | 16.6%           | 16.8%         | 16.0%           | 16.3%         |
| 제54회      | 8월 18일    | 19.4%           | 18.5%         | 20.1%           | 20.3%         |
| 제55회      | 8월 19일    | 16.9%           | 17.0%         | 18.0%           | 17.4%         |
| 제56회      | 8월 20일    | 18.4%           | 17.5%         | 19.4%           | 19.7%         |
| 제57회      | 8월 21일    | 19.2%           | 19.0%         | 19.5%           | 20.1%         |
| 제58회      | 8월 22일    | 17.5%           | 16.7%         | 19.3%           | 19.7%         |
| 제59회      | 8월 25일    | 19.7%           | 18.2%         | 19.1%           | 19.1%         |
| 제60회      | 8월 26일    | 18.2%           | 17.8%         | 18.3%           | 17.8%         |
| 제61회      | 8월 27일    | 17.8%           | 17.0%         | 17.9%           | 17.0%         |
| 제62회      | 8월 28일    | 19.0%           | 18.3%         | 18.8%           | 19.1%         |
| 제63회      | 8월 29일    | 18.7%           | 18.1%         | 18.8%           | 19.0%         |
| 제64회      | 9월 1일     | 19.3%           | 19.9%         | 19.4%           | 18.8%         |
| 제65회      | 9월 2일     | 19.4%           | 19.1%         | 18.8%           | 18.4%         |
| 제66회      | 9월 3일     | 19.1%           | 19.1%         | 21.0%           | 20.8%         |
| 제67회      | 9월 4일     | 18.8%           | 18.6%         | 18.5%           | 17.8%         |
| 제68회      | 9월 9일     | 11.6%           | 11.5%         | 10.6%           | 10.3%         |
| 제69회      | 9월 10일    | 18.7%           | 18.4%         | 19.4%           | 19.0%         |
| 제70회      | 9월 11일    | 20.2%           | 19.7%         | 21.2%           | 22.2%         |
| 제71회      | 9월 12일    | 19.6%           | 19.3%         | 20.5%           | 21.1%         |
| 제72회      | 9월 15일    | 20.8%           | 19.9%         | 20.4%           | 20.2%         |
| 제73회      | 9월 16일    | 20.7%           | 18.8%         | 20.2%           | 20.4%         |
| 제74회      | 9월 18일    | 21.4%           | 21.0%         | 20.3%           | 19.9%         |
| 제75회      | 9월 22일    | 16.0%           | 16.0%         | 16.1%           | 17.2%         |
| 제76회      | 9월 26일    | 15.0%           | 14.9%         | 14.5%           | 15.0%         |
| 제77회      | 9월 29일    | 16.1%           | 15.6%         | 17.3%           | 17.7%         |
| 제78회      | 9월 30일    | 16.3%           | 16.6%         | 18.2%           | 17.4%         |
| 제79회      | 10월 3일    | 15.3%           | 15.3%         | 15.9%           | 15.8%         |
| 제80회      | 10월 6일    | 21.2%           | 20.2%         | 21.2%           | 21.2%         |
| 제81회      | 10월 7일    | 19.2%           | 19.1%         | 19.4%           | 18.5%         |
| 제82회      | 10월 8일    | 19.8%           | 19.0%         | 19.5%           | 19.4%         |
| 제83회      | 10월 9일    | 19.7%           | 19.7%         | 19.8%           | 19.1%         |
| 제84회      | 10월 10일   | 19.6%           | 19.2%         | 19.3%           | 19.0%         |
| 제85회      | 10월 13일   | 21.5%           | 19.3%         | 22.2%           | 22.2%         |
| 제86회      | 10월 14일   | 19.2%           | 18.4%         | 20.0%           | 20.1%         |
| 제87회      | 10월 15일   | 20.0%           | 18.7%         | 20.1%           | 19.9%         |
| 제88회      | 10월 16일   | 22.5%           | 21.3%         | 21.7%           | 21.6%         |
| 제89회      | 10월 17일   | 21.3%           | 20.1%         | 19.7%           | 19.4%         |
| 제90회      | 10월 20일   | 23.1%           | 22.6%         | 23.6%           | 24.0%         |
| 제91회      | 10월 21일   | 23.0%           | 21.0%         | 22.0%           | 21.5%         |
| 제92회      | 10월 22일   | 22.6%           | 20.5%         | 22.6%           | 21.9%         |
| 제93회      | 10월 23일   | 22.4%           | 21.4%         | 21.2%           | 20.9%         |
| 제94회      | 10월 24일   | 22.3%           | 21.7%         | 21.5%           | 21.1%         |
| 제95회      | 10월 27일   | 23.4%           | 21.9%         | 22.4%           | 22.6%         |
| 제96회      | 10월 28일   | 22.0%           | 21.1%         | 21.2%           | 20.8%         |
| 제97회      | 10월 29일   | 22.6%           | 21.2%         | 23.2%           | 23.1%         |
| 제98회      | 10월 31일   | 20.1%           | 20.6%         | 21.1%           | 21.0%         |
| 제99회      | 11월 3일    | 23.3%           | 22.4%         | 23.2%           | 23.4%         |
| 제100회     | 11월 4일    | 24.2%           | 23.8%         | 22.9%           | 22.6%         |
| 제101회     | 11월 6일    | 22.5%           | 22.2%         | 22.9%           | 22.7%         |
| 제102회     | 11월 7일    | 21.5%           | 21.4%         | 21.4%           | 20.8%         |
| 평균 시청률 | 평균 시청률 | 16.9%           | 16.6%         | 16.9%           | 16.9%         |

## 결방 사유 및 연장
- 2014년 7월 25일 : K리그 2014 올스타 전 중계방송으로 결방
- 2014년 9월 5일 : KBS 스포츠 2014년 한국프로야구 두산 베어스 VS LG 트윈스 중계방송으로 인해 결방
- 2014년 9월 8일 : 축구 국가대표 평가전 대한민국 VS 우루과이 중계방송으로 인한 결방
- 2014년 9월 17일 : 2014년 인천아시안게임 남자 축구 예선 중계방송으로 인한 결방
- 2014년 9월 19일 : 2014년 인천 아시안 게임 개막식중계방송으로 인한 결방
- 2014년 9월 23일 ~ 9월 25일 : 2014년 인천 아시안게임 방송으로 인한 결방
- 2014년 10월 1일 ~ 10월 2일 : 2014년 인천 아시안 게임 중계방송으로 인한 결방
- 2014년 10월 7일 : 뻐꾸기 둥지 방영 분량이 100부작에서 2회 연장되어 102부작으로 변경.확정되었다.
- 2014년 10월 30일 : KBS 스포츠 2014년 한국프로야구 플레이오프 3차전 넥센 히어로즈 VS LG 트윈스 중계방송으로 인한 결방
- 2014년 11월 5일 : KBS 스포츠 2014년 한국시리즈 2차전 넥센 히어로즈 VS 삼성 라이온즈 중계방송으로 인한 결방

## 수상 경력
- 2014년 KBS 연기대상 여자 조연상 이채영

## 참고 사항
- 당초 김다현이 남자 주인공으로 낙점되었으나 뮤지컬 공연 일정과 겹쳐 고사했다.[3]
- 이화영 역에는 정소영이 물망에 올랐다.[4]
- 출생의 비밀, 불륜 등 막장 키워드로 난무했다는 지적을 받았다.[5]